# Pata (Sulu)
Pata is een gemeente in de Filipijnse provincie Sulu. Pata is tevens de naam van het grootste eiland van de gemeente. Bij de laatste census in 2007 had de gemeente ruim 20 duizend inwoners.

## Geografie

### Bestuurlijke indeling
Pata is onderverdeeld in de volgende 14 barangays:
| - Andalan - Daungdong - Kamawi - Kanjarang - Kayawan - Kiput - Likud | - Luuk-tulay - Niog-niog - Patian - Pisak-pisak - Saimbangon - Sangkap - Timuddas |

## Demografie
Pata had bij de census van 2007 een inwoneraantal van 20.095 mensen. Dit zijn 8.304 mensen (70,4%) meer dan bij de vorige census van 2000. De gemiddelde jaarlijkse groei komt daarmee uit op 7,63%, hetgeen hoger is dan het landelijk jaarlijks gemiddelde over deze periode (2,04%). Vergeleken met de census van 1995 is het aantal mensen met 10.030 (99,7%) toegenomen.

De bevolkingsdichtheid van Pata was ten tijde van de laatste census, met 20.095 inwoners op 116,99 km², 171,8 mensen per km².

## Bloedbad van Pata in 1981
Bij een Bloedbad op Pata op 12 februari 1981 kwamen ongeveer 120 Filipijnse soldaten om het leven toen ze in een hinderlaag liepen van moslimrebellen. Het was een van de meeste bloederige incidenten in een langdurende opstand van moslimrebellen in het zuiden van de Filipijnen in hun strijd voor onafhankelijkheid van de rest van het grotendeels Rooms-katholieke Filipijnen. Na het incident vluchtten ongeveer 300 moslimrebllen per boot naar Sabah. Het Filipijnse leger sloeg terug terug middels maandenlange bombardementen en beschietingen waarbij in totaal enkele honderden tot 3.000 slachtoffers vielen onder de Tausug, de lokale bevolking van het eiland.